# Hippeastrum

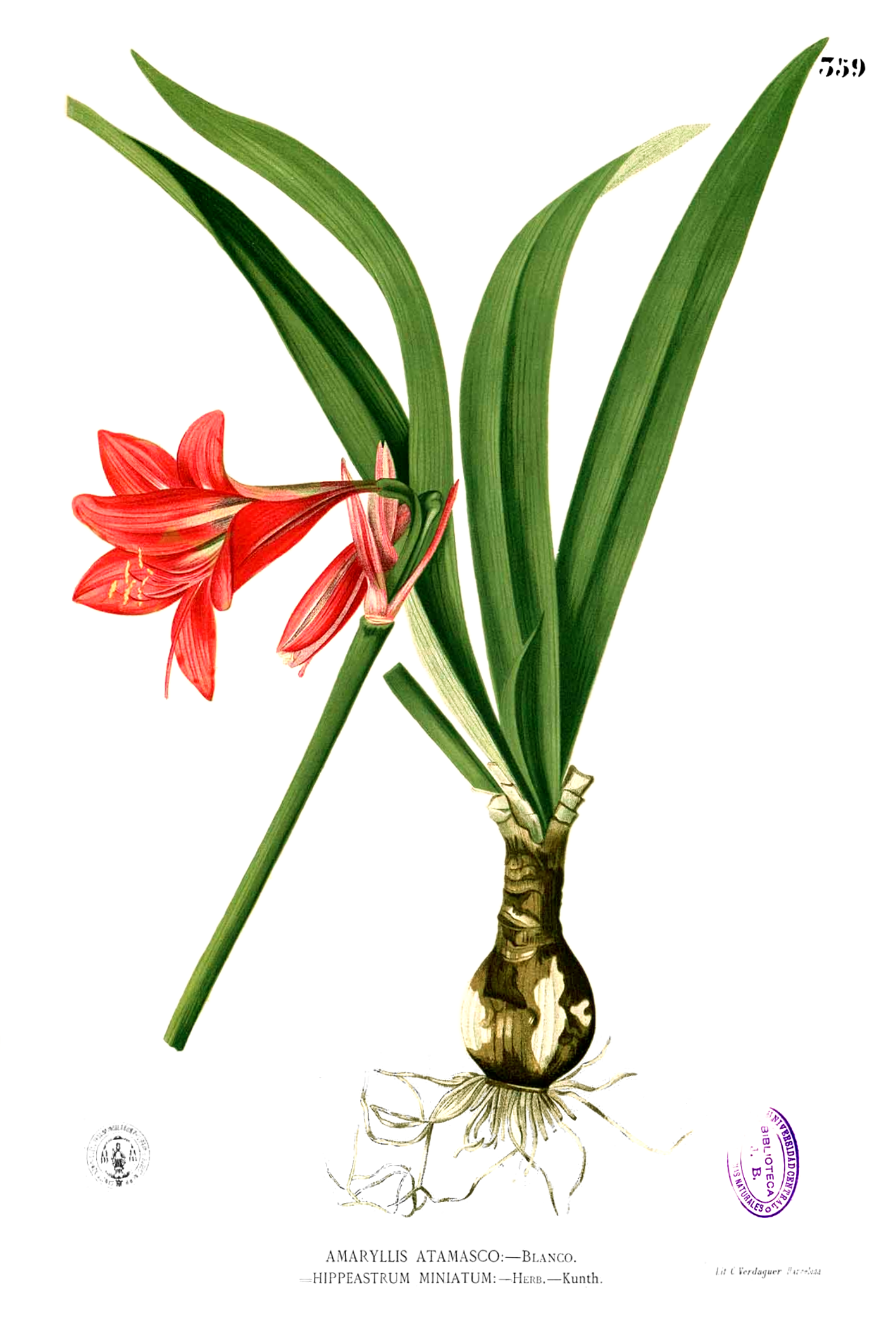
Ilustração do bolbo, folhas e inflorescência de Hippeastrum miniatum (in Francisco Manuel Blanco, Flora de Filipinas, 1880-1883).

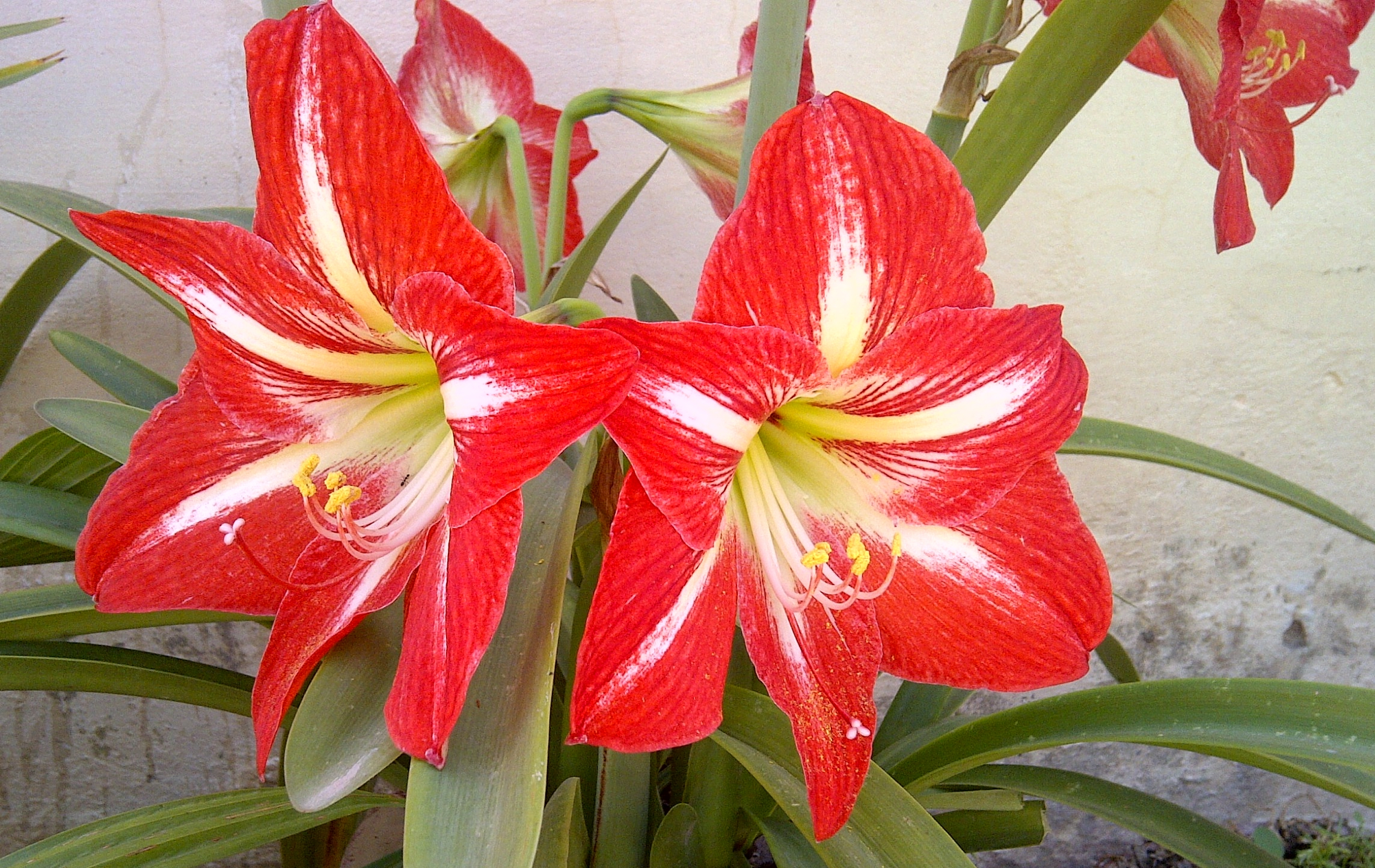
Inflorescência de Hippeastrum com flores maturas.

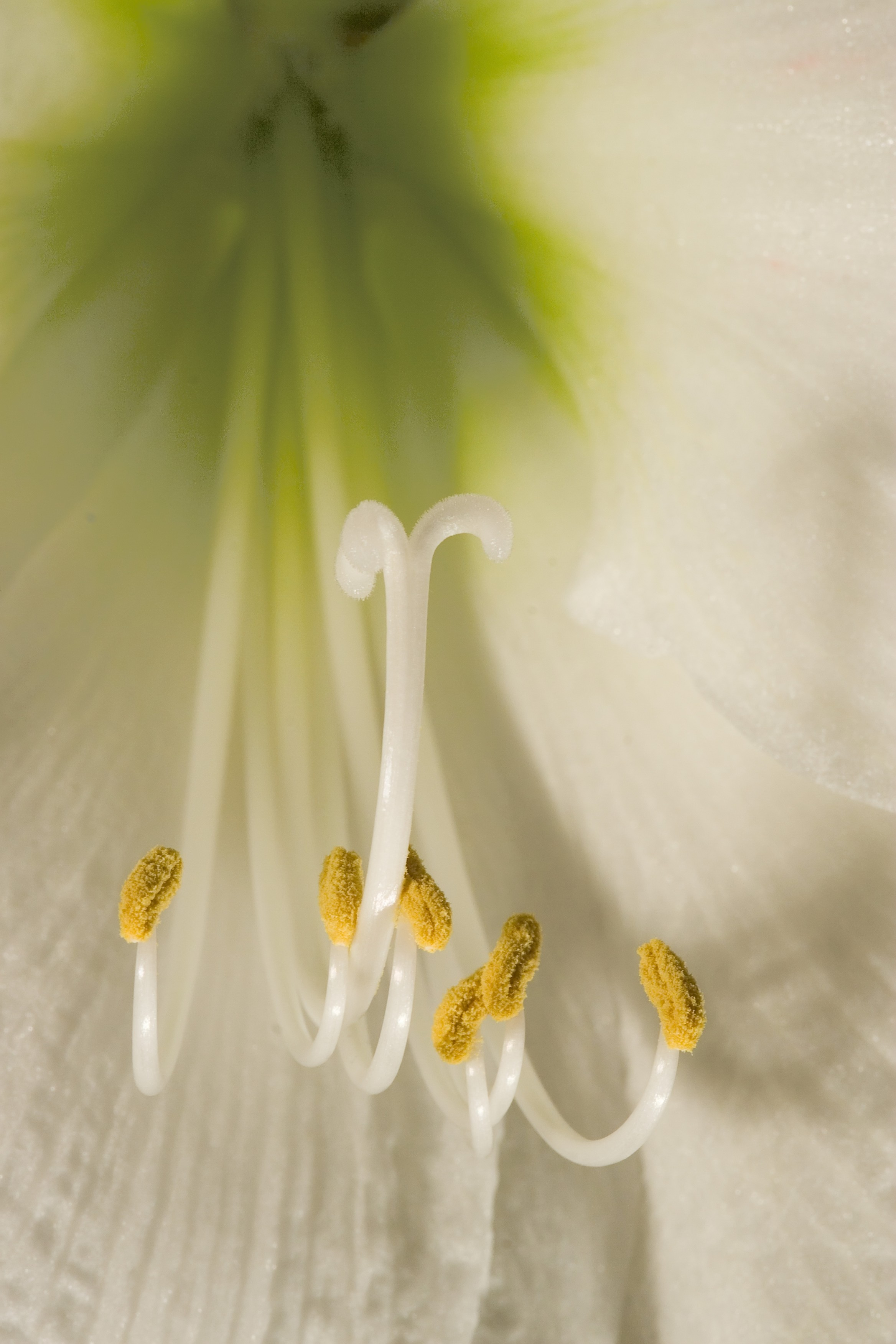
Detalhe dos estames.

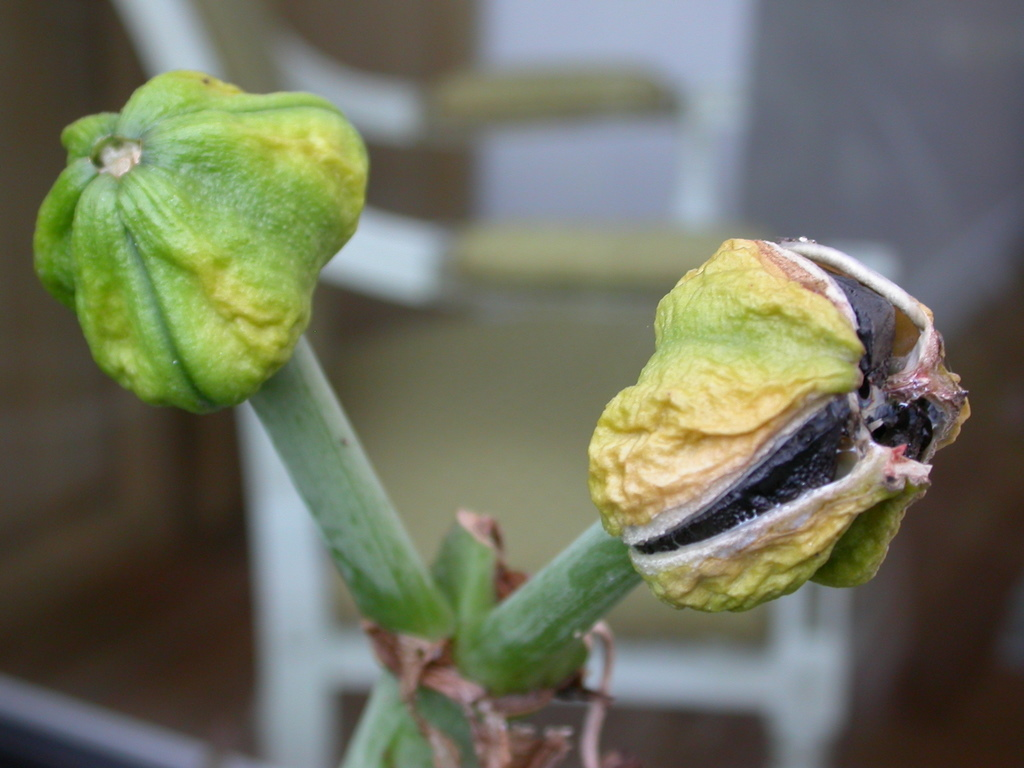
Cápsula trivalve de Hippeastrum.

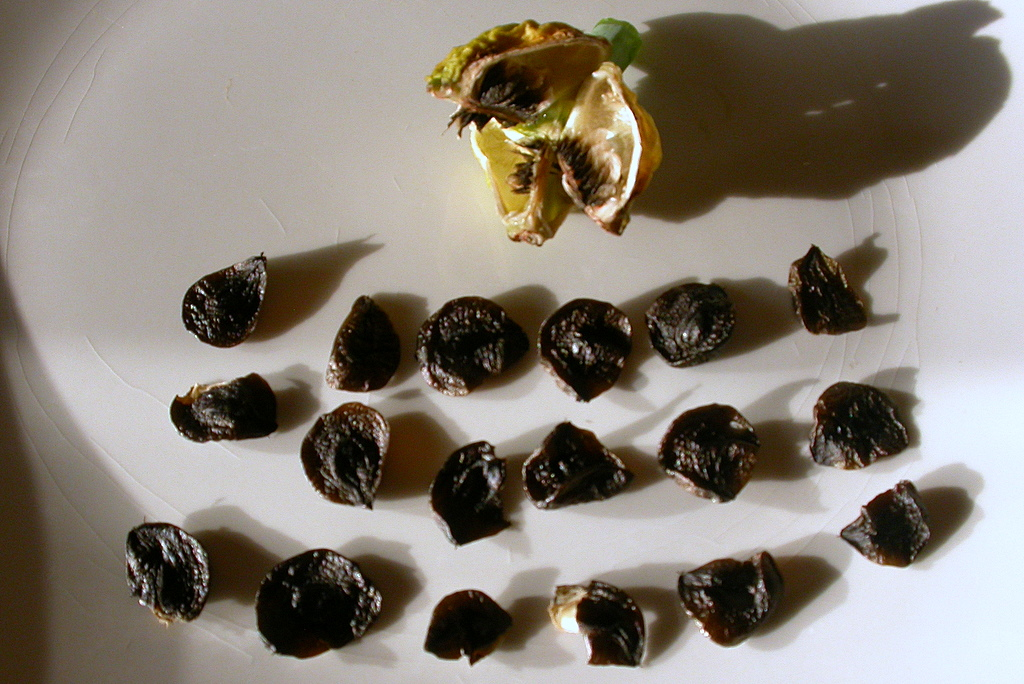
Sementes de Hippeastrum.

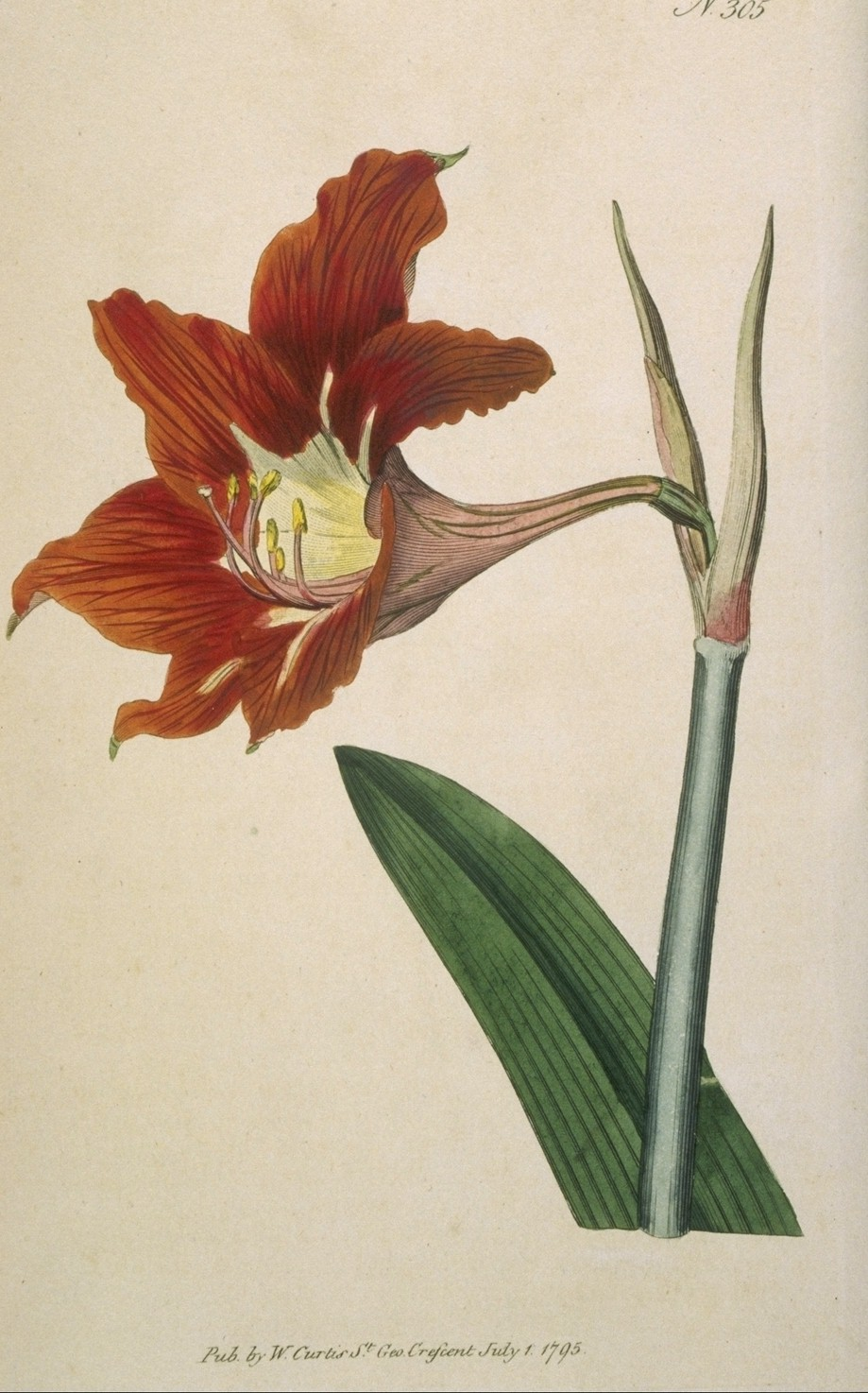
Flor de Hippeastrum puniceum (ilustração).

Hippeastrum Herb. é um género de plantas perenes e bolbosas da família Amaryllidaceae que integra cerca de 75 a 90 espécies, nativas das regiões subtropicais e tropicais da América, com distribuição natural desde a Argentina até ao México e às Caraíbas. Algumas espécies são cultivadas em todo o mundo pelas suas flores vistosas, sendo frequentemente comercializada sob o nome comum, erróneo, de amarílis (que leva a confusão com Amaryllis, um género africano também da família Amaryllidaceae).

## Descrição

### Morfologia
São herbáceas, perenes e bulbosas, erectas, com folhagem ornamental, bastante difíceis de ser cultivadas. As flores, embora durem pouco, destacam-se pela sua beleza extravagante e grande dimensão.
O bolbo da maioria das espécies tem de 5 a 12 cm de diâmetro, é um bolbo tunicado, cujas escamas concêntricas são formadas pelas bases foliares imbricadas. Produz de 2 a 7 folhas de 3 a 9 dm de comprido por 2,5 a 5 cm de largo.
Apresentam flores mais ou menos zigomorfas, hermafroditas, grandes (13 a 20 cm) e muito vistosas. O perigónio é formado por 6 tépalas unidas na base, formando um curto tubo, quase sempre com um paraperigónio rudimentar escamoso. Os segmentos do perigónio são subiguais ou desiguais.
O androceu é formado por 6 estames, com os filamentos filiformes. As anteras são dorsifixas e versáteis. O ovário é ínfero, trilocular, com os lóculos pluriovulados. O estilo é filiforme e o estigma trífido.
As flores estão dispostas em inflorescências umbeliformes pauci- ou plurifloras (de 2 a 14 flores), sustentadas por um escapo floral espesso e oco. O escapo é erecto, de 20 a 75 cm de altura, segundo a espécie.
A espata é bivalve, com as valvas livres até à base. O fruto é uma cápsula trivalve, com as sementes negras.
As espécies do género são em geral diploides, com 2n=22 cromossomas, embora se tenham apontado espécies (como por exemplo Hippeastrum iguazuanum) com 2n=24 cromossomas. São frequentes as situações de hibridação, sendo conhecidas mais de 600 híbridos.
Em geral as diferentes espécies do género são intercompatíveis dentro de limites muito amplos, o que indica que se podem cruzar facilmente entre si e produzir descendência fértil.

### Fragrância
A ausência de fragrância é a regra na grande maioria dos cultivares modernos de Hippeastrum. A presença de fragrância aparentemente está geneticamente associada com a coloração de flor branca ou de tons pastel. A fragrância em Hippeastrum é um carácter que, do ponto de vista genético, se comporta como recessivo. Assim, nos cruzamentos entre plantas com fragrância e plantas que não apresentam aroma, todos os descendentes serão iguais a este último progenitor. A descendência do cruzamento entre duas plantas com fragrância, por outro lado, será uniformemente fragante.

### Distribuição geográfica e habitats
A distribuição natural das espécies do género está concentrada em dois centros de diversidade principais, um dos quais corresponde ao leste do Brasil e o outro, à Andes no Peru, Bolívia e Argentina e áreas adjacentes. A distribuição natural de umas poucas espécies estende-se até ao México.
O género é essencialmente tropical e subtropical, apesar de algumas espécies ocorrerem suficientemente ao sul do equador e a altitudes tais que podem ser consideradas temperadas.
As numerosas espécies de Hippeastrum ocorrem em condições ambientais extremamente variadas. Muitas espécies estão adaptadas às condições de ensombramento do sub-bosque, enquanto outras ocorrem em pleno sol. Algumas espécies crescem em zonas inundáveis (Hippeastrum angustifolium) e outras em zonas secas. Finalmente, existem espécies que são epífitas, tais como Hippeastrum aulicum e Hippeastrum calyptratum.

## Sistemática
O nome genérico Hippeastrum tem uma etimologia algo rebuscada, derivando do grego, significando literalmente "estrela do cavaleiro". O nome foi escolhido pelo botânico William Herbert em 1821 para descrever a primeira espécie atribuída ao género, a espécie Hippeastrum reginae.
A etimologia não parece, neste caso, ser de muita ajuda na descrição de qualquer característica particular da espécie em questão. A conexão equina (a referência a "cavalo") no nome deste género foi publicada pela primeira vez pelo botânico sueco Carolus Linnaeus, que criou o binome Amaryllis equestris para designar uma espécie hoje incluída no género Hippeastrum, mas que, dadas as grandes semelhanças morfológicas com as espécies africanas do género Amaryllis, foi inicialmente nele incluída. As motivações de Linnaeus quando apelidou a espécie de "amarílis equestre" poder nunca ser conhecido, no entanto, uma anotação na descrição incluída numa revista de botânica de 1795 pode lançar alguma luz sobre o assunto: nessa revista o botânico William Curtis, ao descrever as duas partes da espata que cobre os botões florais antes da ântese, comentou que estas «se levantam num certo período da floração da planta, como se fossem orelhas, dando a toda a flor uma grande parecença  com a cabeça de um cavalo». Aparentemente Linnaeus concordou totalmente com a observação de Curtis quando decidiu designar a espécie.
Anos depois, o deão William Herbert, um botânico e clérigo do século XIX que era uma autoridade nas amarilidáceas, percebeu que, embora sejam superficialmente semelhantes, este grupo de plantas sul-americanas não estava intimamente relacionado com as amarílis, especialmente com a espécie Amaryllis belladonna, morfologicamente similar. Por esta razão, William Herbert subdividiu o género Amaryllis e cunhou um novo nome genérico, que mantinha a conexão equestre de Linnaeus, embora de uma maneira um pouco rebuscada. William Herbert escreveu em 1821: «designei-os por Hippeastrum, ou «lírio-estrela-do-cavaleiro», continuando com a ideia que deu origem ao nome equestris».

### Confusão de nomes comuns
Apesar do esforço de Herbert em distinguir os dois géneros, a maioria dos aficionados por plantas ornamentais continua a designar indistintamente por amarílis as plantas do Velho e do Novo Mundo. Em consequência, estas plantas são popularmente conhecidas por amarílis, o que é erróneo pois faz com que sejam confundidas com as do género Amaryllis (da mesma família que as Hippeastrum).

### Espécies
O género Hippeastrum agrupa aproximadamente 80 espécies, entre as quais:
| Hippeastrum aglaiae Hippeastrum andreanum Hippeastrum argentinum Hippeastrum aulicum Hippeastrum blossfeldiae Hippeastrum blumenavium Hippeastrum breviflorum Hippeastrum bukasovii Hippeastrum calyptratum Hippeastrum candidum Hippeastrum correiense Hippeastrum × hybridum | Hippeastrum cybister Hippeastrum doraniae Hippeastrum elegans Hippeastrum evansiae Hippeastrum forgetii Hippeastrum gayanum Hippeastrum goianum Hippeastrum lapacense Hippeastrum leopoldii Hippeastrum machupijchense Hippeastrum maracasum Hippeastrum miniatum | Hippeastrum oconequense Hippeastrum papilio Hippeastrum pardinum Hippeastrum petiolatum Hippeastrum psittacinum Hippeastrum puniceum Hippeastrum reginae Hippeastrum reticulatum Hippeastrum striatum Hippeastrum stylosum Hippeastrum traubii Hippeastrum vittatum |

Sinonímia
Os seguintes nomes genéricos são sinónimos de Hippeastrum:
- Amaryllis L. 1753, auct. non L.
- Leopoldia Herb. 1821. nom. rejic.
- Trisacarpis Raf. 1836
- Aschamia Salisb. 1866
- Lais Salisb. 1866
- Omphalissa Salisb. 1866
- Lepidopharynx Rusby 1927
- Moldenkea Traub

Espécies ameaçadas
As seguintes espécies estão consideradas como ameaçadas ou vulneráveis por degradação do habitat natural:
- Hippeastrum arboricolum Ravenna (Argentina)
- Hippeastrum aviflorum Ravenna (Argentina)
- Hippeastrum canterai Arechavaleta (Uruguai)
- Hippeastrum ferreyrae (Traub.) Gereau & Brako (Peru)
- Hippeastrum petiolatum Pax (Argentina e Brasil)

### Híbridos intergenéricos
Apesar de ter sido obtida uma infinidade de híbridos interespecíficos em Hippeastrum, os exemplos de híbridos com espécies de outros géneros de amarilidáceas, não obstante, são pouco frequentes. A excepção mais conspícua são os híbridos obtidos através de cruzamentos com Sprekelia formosissima Herb., outro membro da tribo Hippeastreae. O híbrido × Hippeastrelia é o nome do notogénero obtido a partir do cruzamento entre uma espécie de Hippeastrum com uma espécie de Sprekelia.

## Reprodução e cultivo
As espécies e cultivares comerciais do género Hippeastrum são plantas ornamentais muito apreciadas que se caracterizam por apresentar flores grandes de coloração apelativa (vermelho, rosa, salmão, alaranjado e branco), razões pelas quais ocupam um lugar importante dentro da floricultura comercial, especialmente para a produção de flores de corte e para a venda como flores de vaso.
Para além do valor ornamental, o alto conteúdo de alcaloides presente em algumas espécies deste género permite que seja usadas na indústria farmacêutica. Um alcaloide isolado de Hippeastrum vittatum, a montanina, demonstrou ter efeitos antidepressivos, anticonvulsivos e ansiolíticos. A espécie Hippeastrum puniceum parece ter propriedades terapêutica, sendo utilizada em medicina popular para o tratamento de edema e e feridas.
Reprodução
Algumas espécies de Hippeastrum são estéreis pelo que não podem produzir sementes. Um exemplo é Hippeastrum petiolatum originária do Uruguai. Esta espécie é um triploide sexualmente estéril que produz uma abundante quantidade de bolbilhos em redor do bolbo principal. Os bolbilhos são capazes de flutuar na água, pelo que na estação pluviosa são arrastados pelas correntes superficiais de água e viajam até sítios afastados do bolbo original, l que assegura não apenas a propagação mas também a distribuição desta espécie.
Por outro lado, existem espécies do género que são autógamas, como por exemplo Hippeastrum reticulatum. Este modo de reprodução, apesar de não garantir uma elevada diversidade genética nas populações naturais, permite a multiplicação através de sementes ainda que em isolamento, pelo que é uma estratégia utilizada por muitas espécies colonizadoras.
Não obstante, os exemplos apresentados são excepcionais, já que as diferentes espécies de Hippeastrum são em geral sexualmente férteis e alógamas. De facto, apresenta várias estratégias para impedir a autopolinização e favorecer, portanto, a alogamia. Existem mesmo espécies autoincompatíveis, que apenas podem produzir sementes se receberem pólen de indivíduos que não estejam geneticamente relacionados. Além disso, em geral o pólen é libertado aproximadamente dois dias antes do estigma se encontrar receptivo, o que também tende a assegurar a polinização cruzada.
Melhoramento genético e variedades
Diferentes espécies têm sido cultivadas intensamente pela beleza e tamanho das flores, o que originou numerosos híbridos e variedades, especialmente desenvolvidos com espécies originárias do Brasil, Bolívia e Peru.
O melhoramento genético de Hippeastrum começou em 1799 quando Arthur Johnson, um relojoeiro de Prescot, Lancashire, cruzou Hippeastrum reginae com Hippeastrum vitattum e obteve híbridos que mais tarde se denominaram Hippeastrum × johnsonii. Muitos híbridos adicionais foram desenvolvidos durante os 25 anos seguintes, à medida que novas espécies eram descobertas na América do Sul e enviadas para a Europa. Neste período, os dois desenvolvimentos mais significativos para o melhoramento do Hippeastrum foram a obtenção dos híbridos "Reginae" e "Leopoldii".
Os híbridos "Reginae" foram desenvolvidos por Jan de Graaf e seus dois filhos, na Holanda, por meados do século XIX. Foram obtidos cruzando Hippeastrum vitatum e Hippeastrum striatum com Hippeastrum psittacinum e alguns dos melhores híbridos disponíveis na Europa daquele tempo. Os cultivares clonais "Graveana" e "Empress of India" foram particularmente bem sucedidos e figuraram na genealogia de numerosos cultivares posteriores.
A introdução de Hippeastrum leopoldii e Hippeastrum pardinum, recolhido nos Andes pelo explorador Richard Pearce (empregado da firma inglesa Veitch & Sons) teve um forte impacto sobre o futuro do melhoramento de Hippeastrum. Ambas espécies são notáveis pelas flores muito grandes, amplamente abertas e relativamente simétricas. Quando estas espécies foram cruzadas com os melhores clones dos híbridos "Reginae", obteve-se uma linhagem de flores grandes e muito abertas, as melhores das quais produziam 4 a 6 flores em cada escapo floral. A empresa Veitch & Sons dominou o desenvolvimento destes clones, chamados "Leopoldii", como também o melhoramento de Hippeastrum até às primeiras décadas do século XX. Na realidade, os melhores híbridos "Leopoldii" fixaram os padrões que dominaram o desenvolvimento comercial de Hippeastrum.

### Cultivo
Os diferentes cultivares de Hippeastrum são, entre as diferentes espécies de plantas bolbosas, os que melhor se adaptam ao cultivo em vaso no interior de habitações, podendo florescer ano após ano, sempre que se respeite um período de repouso de aproximadamente 2 meses sem rega nem adubação com o vaso em lugar fresco e escuro.

## Galeria

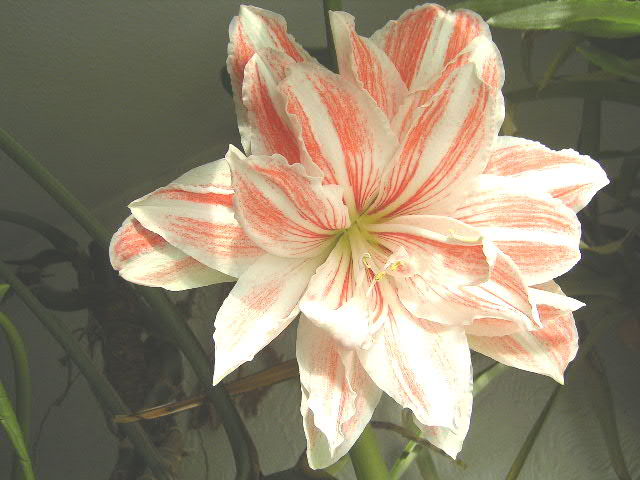
Hippeastrum 'Candy Cane'.
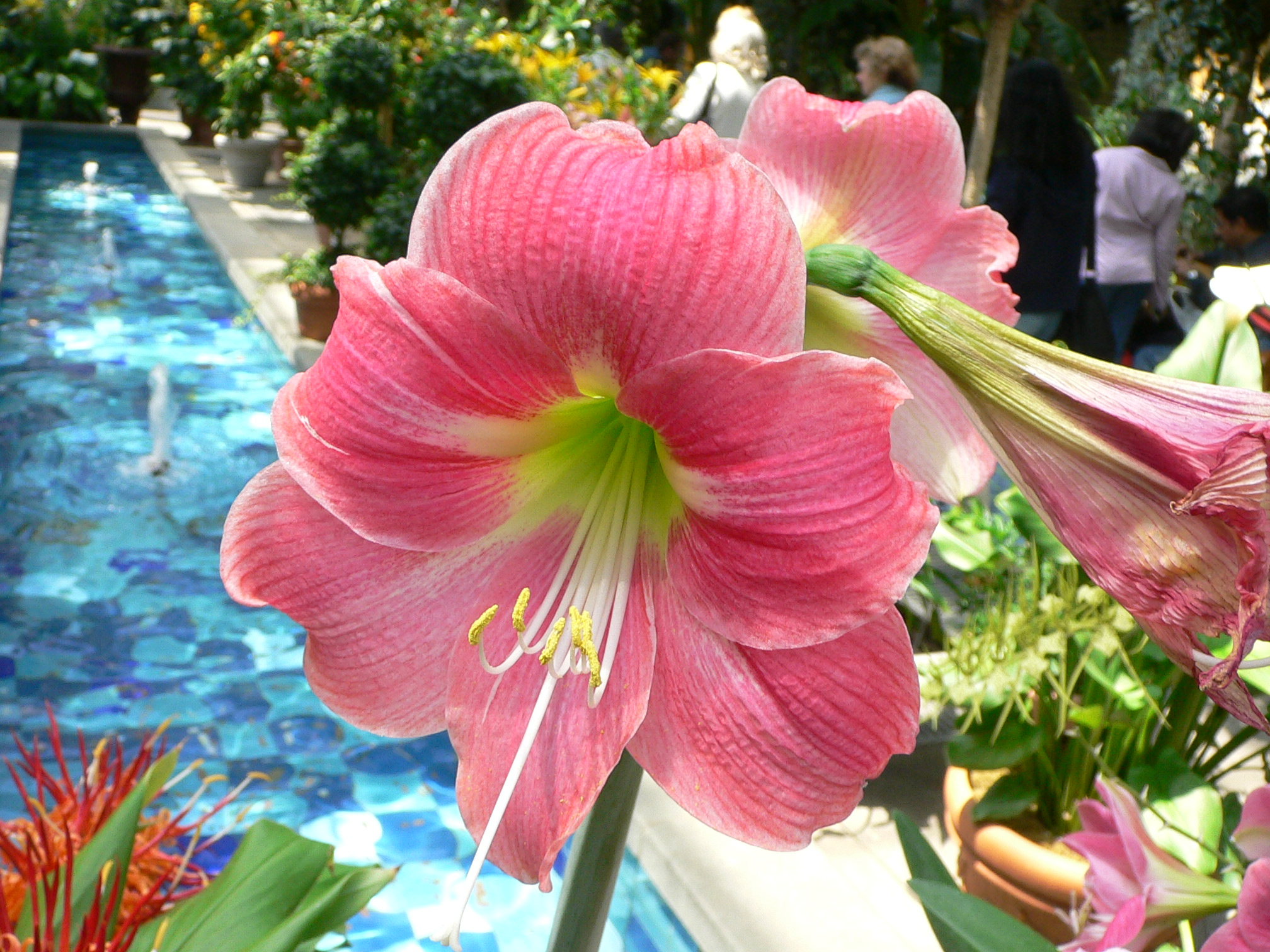
Hippeastrum 'Candy floss'.
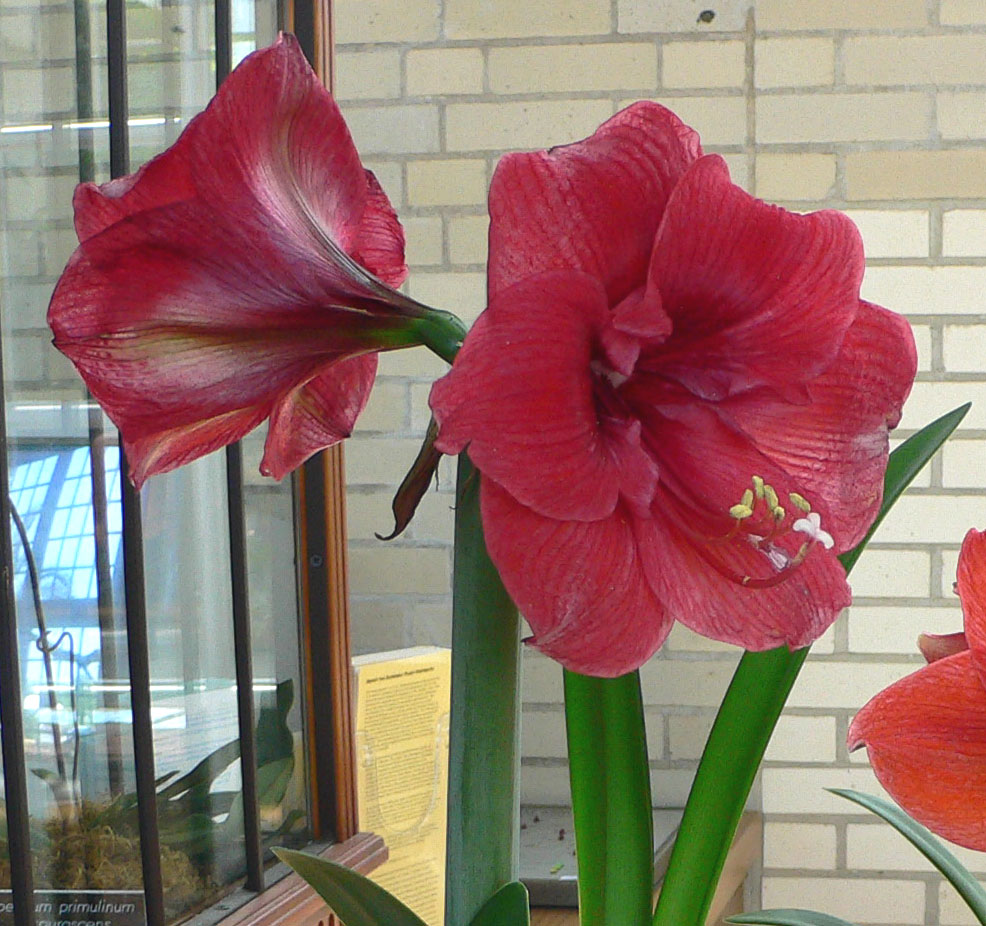
Hippeastrum 'Merry Christmas'.
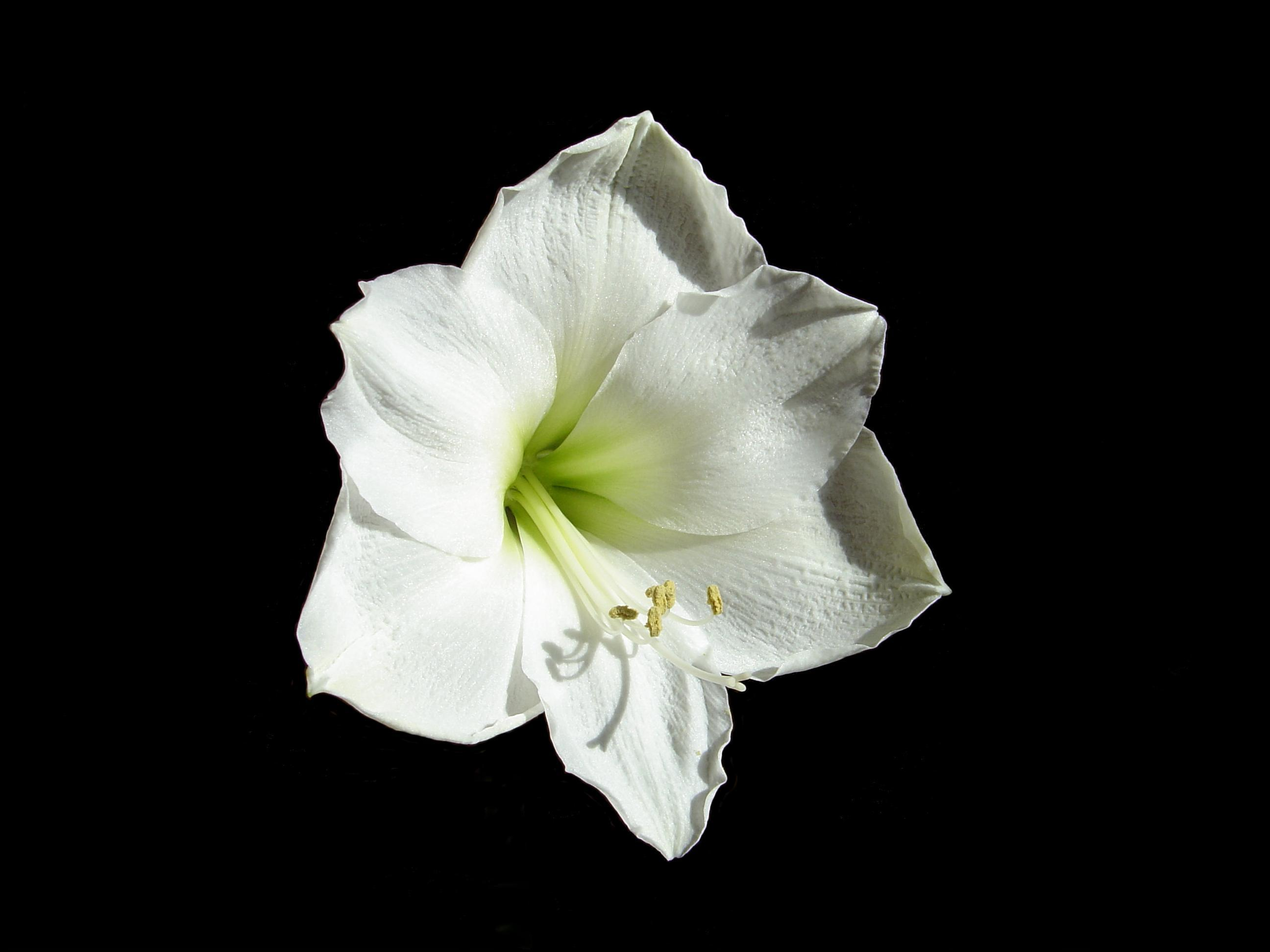
Cultivar de flores brancas.
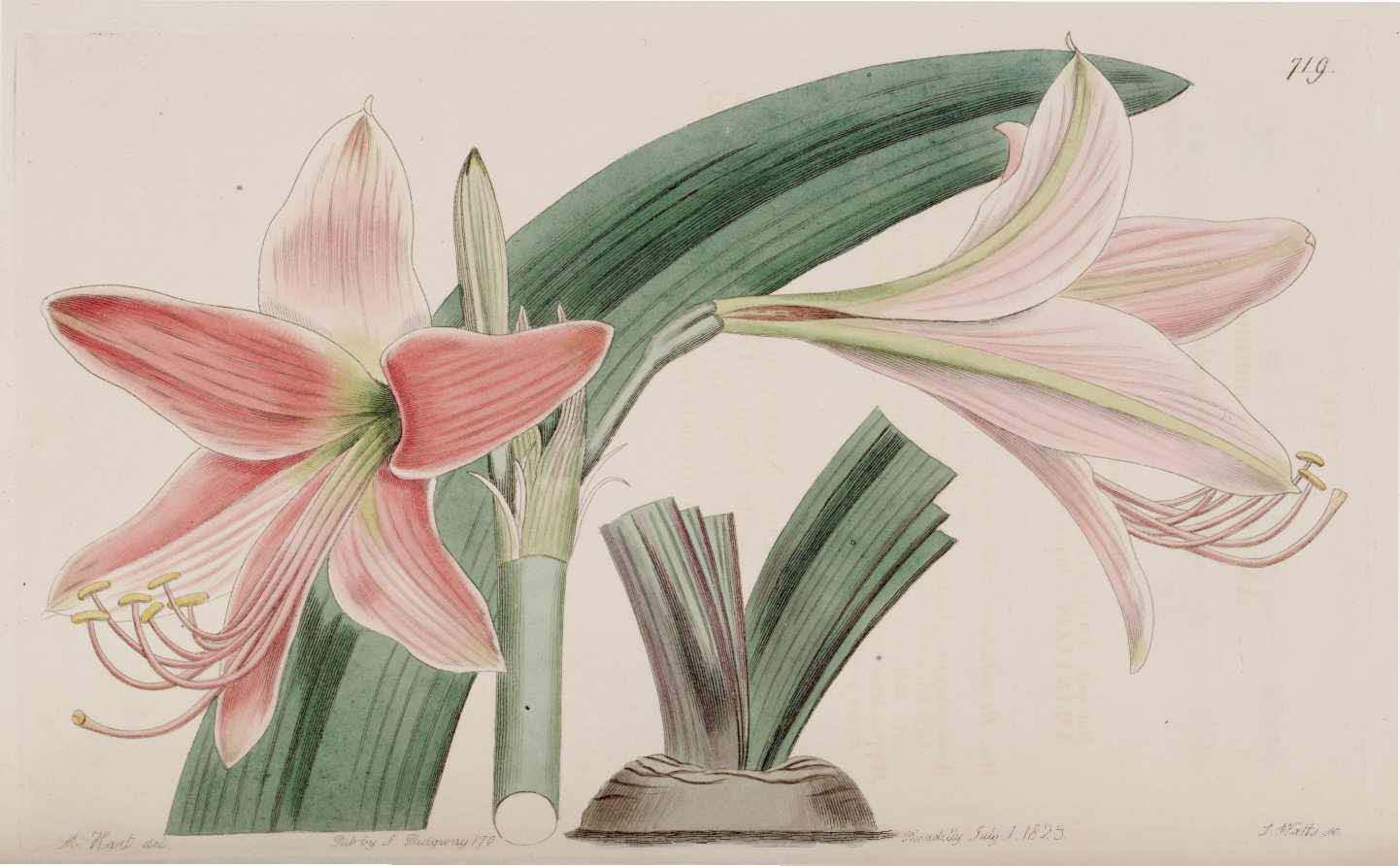
Hippeastrum stylosum.
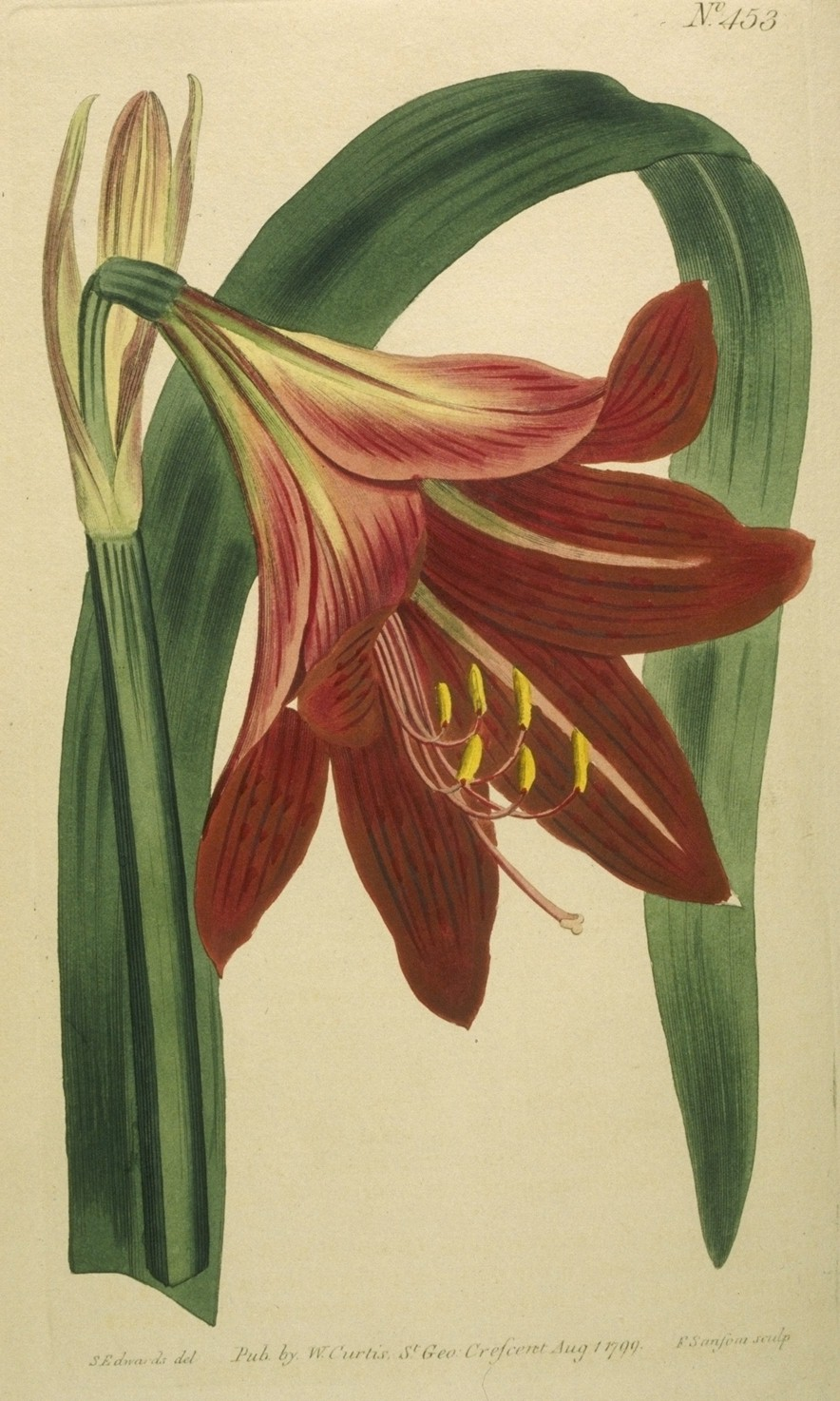
Hippeastrum reginae.
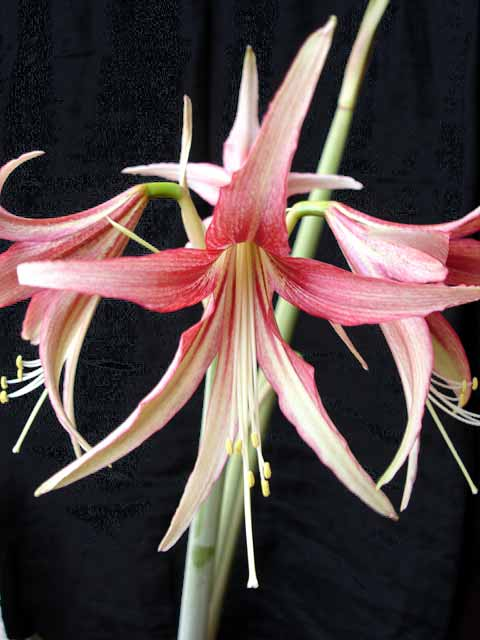
"Lima" um cultivar moderno de Hippeastrum.
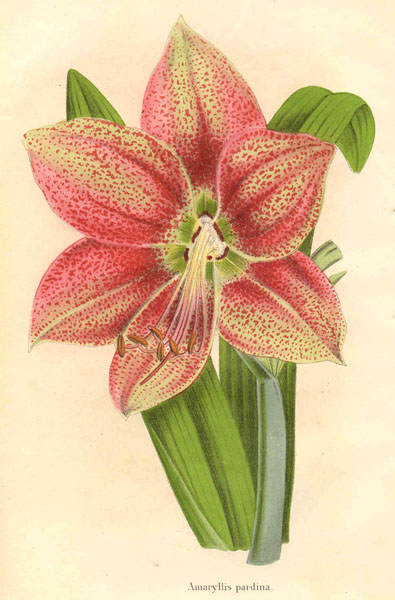
Hippeastrum pardinum, um dos progenitores dos híbridos "Leopoldii".
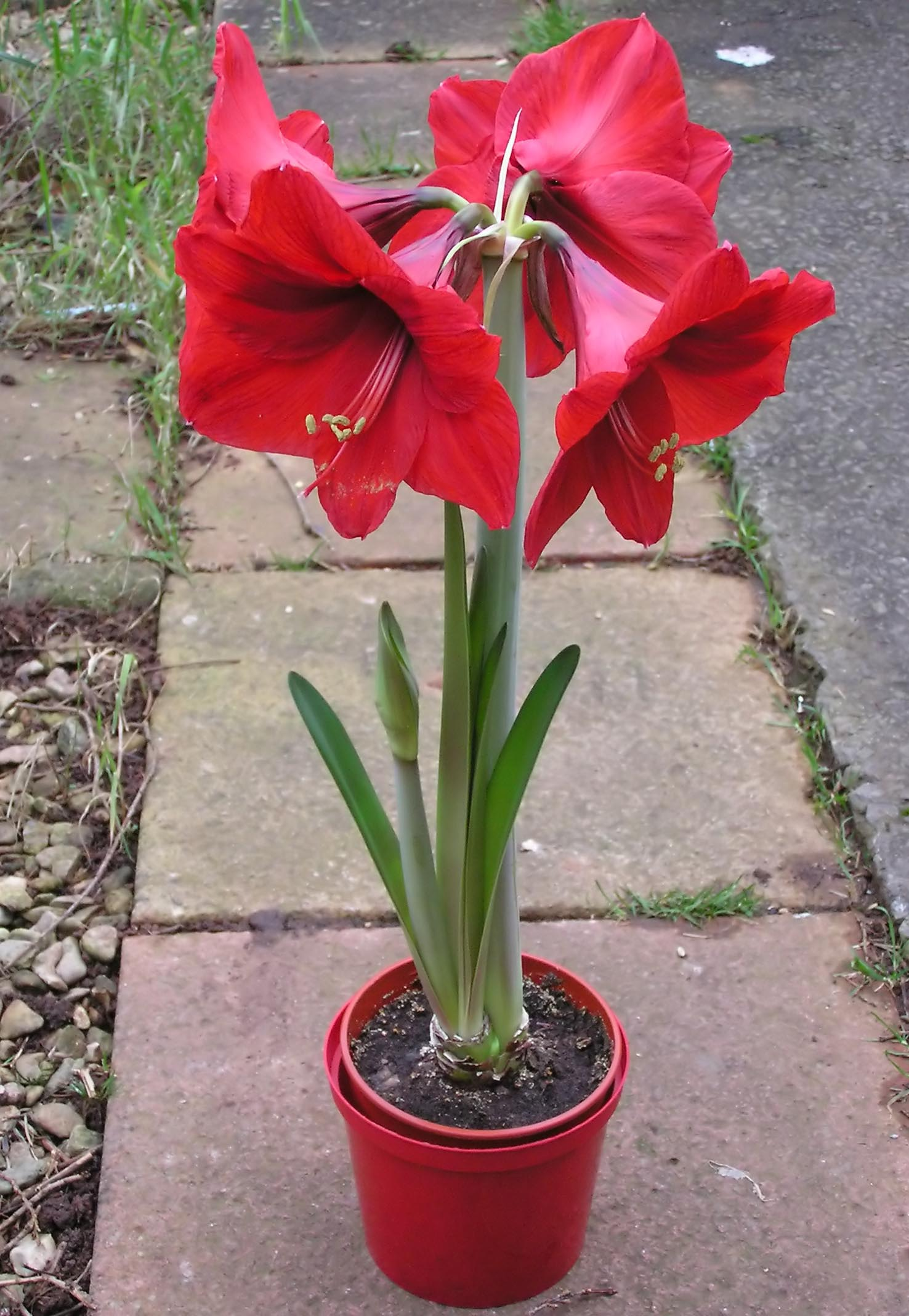
Planta de Hippeastrum cultivada em vaso.